# Kill Bill 2.
A Kill Bill 2. (Kill Bill: Vol. 2.) 2004-ben bemutatott amerikai akciófilm Quentin Tarantino rendezésében, mely a Kill Bill (2003) című film második része.

## Történet
Miután végzett Vernita Greennel (Vivica A. Fox) és O-Ren Ishiivel (Lucy Liu) Beatrix a bérgyilkoskommandó megmaradt tagjait akarja elintézni: Buddot, Elle Drivert és persze magát Billt. A terv kivitelezését azonban számos nem várt történés akadályozza, de Beatrixet ezek sem tántoríthatják el attól, hogy beteljesítse küldetését...

## Szereplők
| Színész         | Szerep         | Magyar hang           | Magyar hang           |
| Színész         | Szerep         | 1. szinkron           | 2. szinkron           |
| --------------- | -------------- | --------------------- | --------------------- |
| Uma Thurman     | Beatrix Kiddo  | Für Anikó             | Für Anikó             |
| David Carradine | Bill           | Papp János            | Kőszegi Ákos          |
| Gordon Liu      | Pai Mei        | eredeti kínai nyelven | eredeti kínai nyelven |
| Michael Madsen  | Budd           | Szabó Sipos Barnabás  | Jakab Csaba           |
| Daryl Hannah    | Elle Driver    | Tóth Enikő            | Zakariás Éva          |
| Michael Parks   | Esteban Vihaio | Reviczky Gábor        | Forgács Gábor         |

## Fontosabb elismerések
Grammy-díj
- jelölés: év legjobb filmzenei albuma

Szaturnusz-díj
- díj: legjobb film díj, Thriller/Akció/Kaland kategória
- díj: legjobb férfi mellékszereplő - David Carradine
- díj: legjobb női mellékszereplő - Daryl Hannah
- jelölés: legjobb színésznő - Uma Thurman
- jelölés: legjobb rendező - Quentin Tarantino

Golden Globe-díj
- jelölés: legjobb színésznő - Uma Thurman
- jelölés: legjobb férfi mellékszereplő - David Carradine[4]

## Érdekességek
- Míg az első részben negyvennégy ember hal meg, itt "mindössze" három.
- Készült egy jelenet a filmhez, amiben Bill Kínában számol le néhány ellenségével, de a moziváltozatból ezt kivágták. A bővített DVD kiadáson azonban rajta van.
- Az az 1980-as Pontiac Trans Am, amit Elle vezet az őt alakító Daryl Hannah saját kocsija.
- Tarantino eredetileg saját maga akarta szinkronizálni Pai Mei-t miközben az kantoniul beszél, de végül elvetette az ötletet.